# Schrenkia
Schrenkia e|s un género de plantas  pertenecientes a la familia Apiaceae. Comprende 17 especies descritas.

## Taxonomía
El género fue descrito por Fisch. & C.A.Mey. y publicado en Enumeratio Plantarum Novarum 1: 63. 1841. La especie tipo es: Schrenkia vaginata (Ledeb.) Fisch. & C.A. Mey. 

## Algunas especies
A continuación se brinda un listado de las especies del género Schrenkia descritas hasta julio de 2013, ordenadas alfabéticamente. Para cada una se indica el nombre binomial seguido del autor, abreviado según las convenciones y usos.
- Schrenkia congesta Korovin
- Schrenkia fasciculata Korovin
- Schrenkia golickeana B.Fedtsch.
- Schrenkia involucrata Regel & Schmalh.
- Schrenkia kultiassovii Korovin